# Vandykea tuberculata
Vandykea tuberculata là một loài bọ cánh cứng trong họ Cerambycidae.